# محمدحسین کاشف‌الغطا
محمدحسین کاشف‌الغطاء (۱۲۹۴ق نجف- ۱۳۷۳ق کرند کرمانشاه) از مراجع تقلید شیعه و اهل عراق است.

## تبار
وی از خاندان شهیر کاشف الغطاء است که اصل این خاندان به مالک اشتر نخعی بر می‌گردد.

## تولد
محمدحسین کاشف‌الغطاء (زادهٔ ۱۲۹۴ ـ محلهٔ عماره نجف و درگذشتهٔ ۱۳۷۳ ـ کرند (نزدیکی کرمانشاه) از روحانیان شیعه اهل عراق بود. جد او جعفر کاشف‌الغطاء (متوفی ۱۲۲۸) سرشناس‌ترین و پرآوازه‌ترین فرد این خاندان است. پدرش علی کاشف‌الغطاء (متوفی ۱۳۲۰) نیز از مراجع تقلید بلندپایهٔ عراق بود.

## دوران تحصیل
در ده سالگی وارد حوزه علمیه نجف شد. ادبیات عرب، حساب، نجوم، فقه و اصول را فراگرفت. در کنار تحصیل علوم حوزوی، به مطالعه عمیق در ادبیات عرب پرداخت. ذوق ادبی خوبی داشت. محمدحسین از ابتدای نوجوانی به سرودن شعر و نویسندگی پرداخت. پانزده ساله بود که کتاب «العبقات العنبریة…» را دربارهٔ خاندان خود نوشت.

از استادان وی در حوزه علمیه نجف می‌توان به مصطفی تبریزی، میرزا محمدباقر اصطهباناتی، احمد شیرازی، علی محمد نجف‌آبادی، ملا علی‌اصغر مازندرانی، رضا همدانی، میرزا محمدتقی شیرازی و حسین نوری (محدث نوری) اشاره کرد.
او چند دوره در درس خارج فقه و اصول سید محمدکاظم طباطبایی یزدی و آخوند خراسانی شرکت کرد تا توانست به درجه اجتهاد برسد. وی شرحی بر کتاب «العروة الوثقی» نوشته سید محمدکاظم طباطبایی یزدی نگاشت که نخستین شرحی است که بر این کتاب نوشته شده‌است. این شرح چهار جلد است.

## مدرسه کاشف‌الغطاء
کاشف‌الغطاء در طول سالیان دراز تدریس، شاگردان بسیاری تربیت نمود. سید محسن حکیم، محمدجواد مغنیه (نویسنده معروف) و شهید قاضی طباطبایی (امام جمعه تبریز) و آقا شیخ محمد جعفری همدانی (امام جماعت شبستان گرمخانه مسجد بازار تهران مدفون در قبرستان شریف شیخان قم دارای اجازه اجتهاد از شیخ محمد حسین کاشف الغطا) از جمله شاگردان اویند. تولیت مدرسه علمیه «معتمد» با پیشینه یک قرن بر عهده خاندان کاشف الغطاء بود. این مکان که زمانی رونقی چشمگیر داشت، به مرور زمان رو به خرابی نهاد، اما وی آن را بازسازی کرد. کتابخانه مدرسه کاشف‌الغطاء از کتابخانه‌های بزرگ نجف بود که کتاب‌های خطی کمیابی در آن وجود داشت. کاشف‌الغطاء هر روز به مدرسه می‌آمد و بیشتر دیدارهای سیاسی او و گفتگوهای علمی‌اش با نویسندگان و دانشمندان عراق در مدرسه صورت می‌گرفت.
وی هماره در اندیشه حل مشکلات طلاب بود و با زحمات فراوان توانست برای طلاب مدرسه، معافیت تحصیلی بگیرد.

## مرجعیت
برخی از مقلدان سید محمدکاظم طباطبایی یزدی که پس از فوت او، از کاشف‌الغطاء تقلید می‌کردند، نزدش آمدند و با اصرار از او خواستند که رساله عملیه خود را چاپ کند. «شرح تبصرة المتعلمین» و «وجیزة الاحکام» نوشته اوست که در پی اصرار مقلدانش نوشته شده‌است. حاشیه بر «سفینة النجاة» نوشته برادرش، حاشیه بر «مجمع الرسائل» که حاوی فتواهای مراجع تقلید مشهور است، «مناسک حج» و… از کتب فقهی وی و «سؤال و جواب» و «زاد المقلدین» پاسخ استفتائات مقلدان اوست.

## سفرها
از آغاز جوانی، بسیار سفر می‌کرد و همین سفرها، موجب فزونی آگاهی او از جوامع و محیط‌های متفاوت و ارتباط یافتن با شخصیت‌های دینی، سیاسی، اجتماعی و فکری و برقراری گفتگوی انتقادی میان وی و این شخصیت‌ها و گاه ایجاد زمینه فعالیت مشترکشان گردید.
وی در سفر حج با دانشمندان اهل‌سنت حجاز به گفتگو نشست و آن‌ها را به وحدت فرا خواند. «نزهة السمر و نهزة السفر» سفرنامه حج اوست. در سوریه و لبنان، مسلمانان را با ترفندهای استعمارگران و راه‌های مبارزه با آن‌ها آشنا کرد. با علمای شیعه و سنی سخن گفت. پرهیز از اختلاف و همکاری دانشمندان شیعه و سنی از سخنان اوست که با اندیشمندان در میان می‌گذاشت. وی در لبنان ازدواج کرد. پس از ماه‌ها اقامت در لبنان که به گفتگو با دانشمندان برجسته شیعه، سنی و مسیحی، نقد مقاله‌ها و فعالیت‌های تبلیغی و علمی گذشت، به مصر رفت و به تدریس در «الازهر»، بزرگ‌ترین حوزه علمیه جهان اهل سنت پرداخت. او که نفوذ مسیحیت در مصر را احساس می‌کرد، با کشیشان دربارهٔ انجیل و عیسی مسیح سخن گفت و اسلام را به آن‌ها معرفی کرد. «التوضیح فی بیان ما هو الانجیل و من هو المسیح» نوشته اوست که جلد اول آن در سال ۱۳۳۱ در «صیدا» چاپ شد.

## منادی وحدت اسلامی
کاشف‌الغطاء تفرقه را بیماری امت و وحدت را داروی این بیماری می‌داند و گفته‌است دارویی که همواره اصلاح را به ارمغان آورده و می آورد، اتفاق و وحدت و همدردی و ترک نزاع و طرد انگیزه‌های کینه و حسد است. وی حصول و تحقق وحدت را در آن سوی الفاظ و خطبه‌ها و مقالات و عبارات و در عالم واقعیت می‌جست و معتقد بود وحدت و اتحاد با لفاظی‌های میان تهی و سخنان بلیغ و رسا و… به دست نمی‌آید. ملاک اتحاد و حقیقت توحید در اینجا سفای نیت و اخلاص عمیق و جدیت و فعالیت است.
وی هفتاد سال پیش طرحی را برای تقویت اتحاد میان شیعه و سنی پیشنهاد کرد و آن برگزاری همایش‌های سالانه یا دوسالانه عقلا و علمای مسلمان از دور و نزدیک برای شناسایی متقابل و گفتگو پیرامون مسائل اسلام بود. وی مهم‌تر از این همایش را همایش سران کشورهای اسلامی می‌دانست تا آنان دستی واحد شوند و در مقابل خطرهایی که جهان اسلام را تهدید می‌کند، از آن دفاع کنند.

## اهل سیاست
کاشف‌الغطاء همواره در مسایل سیاسی دخالت می‌کرد. وی در پاسخ به آنانی که می‌پرسیدند چرا در سیاست دخالت می‌کند؟ می‌گفت: 
اگر سیاست به معنای پند، راهنمایی، نهی از فساد، نصیحت و مبارزه با استعمار است، من اهل سیاستم. آری، من تا فرق سر غرق در سیاستم. چنین سیاستی از واجبات است. پدر، پدربزرگ، جد و تمام خاندان من، بیش از سیصد سال رهبری دینی جهان اسلام را بر عهده داشتند. در زیارت جامعه، دربارهٔ ائمه معصوم آمده‌است: «انتم ساسة العباد»؛ «شما سیاستمداران مردم هستید». سیاست ما سیاست پیامبر و امامان است.
زمانی هم نامه‌ای به محمدعلی جناح، اولین نخست‌وزیر پاکستان می‌نویسد و هدف‌های استعماری پیمان‌های نظامی آمریکا را به او گوشزد می‌کند.

## فقیه نواندیش
او مجتهدی مجدد و نواندیش بود. گذشته از تبحر علمی، شناخت گسترده‌اش از زبان عربی و اسرار آن، وی بر بلاغت و بیان نیز تسلط داشت. جرأت و جسارت وی در ابراز رأی فقهی‌ای که آن را مبتنی بر حجت شرعی و تأیید عقلی می‌دید، مثال زدنی است. نمونه این آرای فقهی، فتوای او، بیش از هشتاد سال پیش، در باب صحت ازدواج دائم با زنان اهل کتاب است؛ در حالی که دیگر فقهای شیعه تنها ازدواج موقت را با آنان مجاز می‌دانستند و سید ابوالحسن اصفهانی در اواخر حیاتش، نظر کاشف‌الغطاء را پذیرفت.

وی نخستین مجتهدی است که حق طلاق زنی را که شوهرش به بیماری سل مبتلا شده، به خود آن زن سپرده و معتقد است، چنین زنی می‌تواند بدون جلب موافقت شوهر طلاق بگیرد؛ در حالی که طلاق، شرعاً حق مرد است. به نظر می‌رسد که کاشف‌الغطاء این حکم شرعی را با استناد به اصل عدم حرج که مستند به آیه «مَا جَعَلَ عَلَیْکُمْ فِی الدِّینِ مِنْ حَرَجٍ» استحصال و استنباط کرده‌است. براساس این قاعده اصولی، هر حکم شرعی زمانی که دشواری و سختی شدیدی را به همراه داشته باشد، اعتبارش را از دست می‌دهد. کار فقیه این است که میان حکم شرعی اولیه که انحصار حق طلاق برای مرد است و وضعیت دشوار (حرج) که اجبار زن به زندگی با شوهر مسلولش و گرفتاری او و فرزندانش به این ویروس است، توازنی دقیق بر قرار کند. کاشف‌الغطاء در این مورد حکم به مقدم بودن قاعده حرج بر قاعده اولیه به عنوان یک استثناء داده‌است؛ البته چنین حکمی به حدود شصت سال پیش مربوط است که مرض سل به آسانی و شاید جز در کشورهای پیشرفته قابل درمان نبود؛ ولی امروزه به آسانی قابل درمان است و اکنون قطعاً می‌توان بیماری ایدز را به جای آن نشاند و حکمی مشابه صادر کرد.
از دیگر آرای فقهی جسورانه او، حکم به مباح بودن غِنا و موسیقی غیر مبتذل است؛ به عنوان هنری ارزشمند و یکی از عناصر حیات و از موهبت‌هایی که دست‌یابی به آن برای بسیاری مردم دشوار است. ادیب و نویسنده لبنانی محمدعلی الحومانی، در نقل خاطره یکی از دیدارهای خود با کاشف‌الغطاء از وی نقل می‌کند:
«غنا، چه همراه با ابزارهای طرب‌انگیز و چه بی آن باشد، تا اندازه‌ای به سَبُکی شنونده و خروج وی از کمال نینجامد، مباح است».
او این نظر فقهی را با شواهدی تثبیت می‌کند و می‌گوید:
«اگر در اسلام احکامی هست که در طول زمان نباید تغییر و تبدیل یابد، احکام دیگری هم هست که به مقتضای عقل، منطق و مستلزمات شرعی، باید تغییر بیابد؛ اما بسیاری مجتهدان، سلیقه اجرای این تبدیل و تغییر را ندارند و این گونه احکام، همچنان جامد و بیگانه از هدفی می‌ماند که در شرع لحاظ شده بود».
از دیگر مسائلی که جرأت و شجاعت والای او را نشان می‌دهد، دعوت وی از زنان به سوادآموزی و خارج شدن از دایره تاریک بی‌سوادی در عین پای‌بندی به حقوق زناشویی و تربیت شایسته نسل آینده‌است. اهمیت این دعوت با ملاحظه شرایط اجتماعی و تاریخی آن دوره مشخص می‌شود. در آن دوران، در تمام کشورهای اسلامی، زن به شدیدترین وجه سرکوب می‌شد. کاشف‌الغطاء، مردان را به رعایت احترام زنان که شریک زندگی‌شان و دارای حقوقی برابر با حقوق مردان هستند، دعوت کرده‌است. وی تأکید می‌کند که خداوند عقل و کمال را به مردان منحصر نکرده و زنان را از آن محروم نداشته‌است و روایاتی که از نقصان عقل زن سخن می‌گوید، عقل تجربی را مراد کرده‌است؛ نه عقل غریزی فطری را و عقل تجربی از راه کثرت معاشرت، معامله و… به دست می‌آید. آیا کسی شک دارد که زن دانش‌آموخته و عفیف، از مرد جاهل و پست برتر است؟!
همین روحیه و اندیشه باز و گشوده او موجب شد تا امیر شکیب ارسلان، در نامه‌ای به ایشان اجتهادات او را موجب تقریب میان شیعه و سنی بداند.

## تالیفات
شمار تألیف او از هشتاد کتاب و رساله فراتر می‌رود، ولی بیشتر آن‌ها هنوز چاپ نشده‌است. برخی از مهم‌ترین تألیفات منتشر شده و منتشر نشدهٔ وی به شرح زیر است:
- کتاب الدعوة و الاسلام یا الدعوة الاسلامیة الی مذهب الامامیة
- المراجعات الریحانیة یا «النقود و الردود» یا «المطالعات و المراجعات»
- الآیات البینات فی قمع البدع و الظلالات
- التوضیح فی بیان ما هو الانجیل و من هو المسیح (به شبهات مبلغان مسیحی پاسخ گفته‌است)
- الفردوس الاعلی (مشتمل بر مجموعه‌ای از مسائل در باب علل برخی احکام شرعی و بیان فواید آنها)
- اصل الشیعة و اصولها
- الارض و التربة الحسینیة
- نبذة من السیاسیة الحسینیة
- الحکمة و السیاسة
- المثل العلیا فی الاسلام لا فی بحمدون
- محاورة الامام المصلح کاشف‌الغطاء مع السفرین البریطانی و الامیریکی
- عین المیزان
- نقد «ملوک العرب» نوشته امین ریحانی
- مختارات من شعر الاغانی
- خطبة الاتحاد و الاقتصاد
- الخطب الاربع
- خطبة الباکستان
- مبادی الایمان
- مقتل الحسین (ع)
- قضیه فلسطین الکبری فی خطب الامام الراحل محمدحسین کاشف‌الغطاء
- حاشیه بر تبصرة المتعلمین
- سؤال و جواب
- وجیزة الاحکام
- زاد المقلدین
- مناسک حج (عربی)
- مناسک حج (فارسی)
- حاشیه بر العروة الوثقی
- حواشی بر سفینه النجاة، نوشته احمد کاشف‌الغطاء (۴ جلد)
- تحریر المجلة
- حواشی بر عین الحیاة (ترجمه سفینة النجاة)
- حاشیه بر مجمع الرسائل (فارسی)
- تعلیقات و تراجم بر دویان سید جعفر الحلی، معروف به «سحر باب و سجع البلایل»
- تعلیقات بر دیوان سید محمد سعید الحبوبی
- تعلیقات بر الوساطه بین المتنبی و خصومه
- تعلیقات بر معالم الاصابة
- تعلیقات بر الکلم الجامعة و الحکم النافعة
- صحائف الابرار فی وظایف الاسحار (دعا)
- جنة المأوی
- السیاسة و الحکمة
- النظر الثاقب و نیل الطالب (حاشیه بر کتاب المکاسب المحرمة شیخ انصاری)
- منظوم کشف الاستار عن وجه الغائب عن الابصار
- المسائل القندهاریة (فارسی)
- العبقات العنبریة فی الطبقات الجعفریة (دربارهٔ تاریخ دویست ساله خانواده‌اش است)

## وفات
وی به علت التهاب مثانه در ۱۸ ذیقعده ۱۳۷۳ در سن ۷۹ سالگی در کرند (نزدیکی کرمانشاه) درگذشت و در قبرستان وادی‌السلام نجف به خاک سپرده شد.